# Bystodes
Bystodes es un género de coleópteros polífagos. Es originario de  África y Asia.

## Especies
Contiene las siguientes especies:
- Bystodes africanus Strohecker, 1962
- Bystodes angustus Strohecker, 1974
- Bystodes felix Strohecker, 1974
- Bystodes flavoapicalis Sasaji, 1990
- Bystodes kidoi Sasaji, 1990
- Bystodes lugubris Strohecker, 1974
- Bystodes paulus Strohecker, 1953
- Bystodes taiwanensis Sasaji, 1970
- Bystodes yaeyamensis Sasaji, 1990